# Хеклер и Кох МП5
„Хеклер и Кох“ МП5 (MP5, на немски: Maschinenpistole 5) е картечен пистолет, използващ 9×19mm Парабелум за боеприпаси, който е разработен през 1960-те години от германския производител на огнестрелни оръжия „Хеклер и Кох“ в Оберндорф ам Некар. Съществуват над 100 варианта на оръжието, сред които и полуавтоматични такива.
MP5 е един от най-широко използваните картечни пистолети в света, бидейки приет на въоръжение от 40 държави и различни военни, полицейски, разузнавателни и антитерористични организации.
През 1999 г. „Хеклер и Кох“ разработват Хеклер и Кох UMP като наследник на MP5. Той, обаче, не пожънва същия успех.

## Създаване
Хеклер и Кох модел МП5 е произведен от немската компания „Хеклер и Кох“ (Hechler&Koch) в средата на 60-те години на 20. век за патрон 5,56х45 НАТО под наименованието ХК 54, което всъщност е скъсен вариант на по-известния немски автомат Г-3. Поради тази особеност немските конструтори го отнесли към класа на картечните пистолети, заради унификацията на патроните на пехотното оръжие, използващо автоматни боеприпаси и обозначението се получило МР (Machinenpistole) 5 (според вътрешнозаводската класификация на „Хеклер и Кох“ първата цифра след буквите показва вида на оръжието – 3 е за автоматите, 5 в случая за Submashine gun) и 3 (втората цифра показва калибъра – в случая 5,56х45 мм). Независимо от занижения откат, се оказва, че неоптималната вътрешна балистика значително намалява прицелната далекобойност и точност на стрелбата, независимо от наличието на дулен компенсатор. Късоцевното пехотно оръжие било необходимо да се произвежда за по-маломощния пистолетен патрон, в резултат на което картечният пистолет е подобрен, за да може да стреля с боеприпаси 9х19 мм и получава наименованието HK54 (4 – за парабелумския патрон 9х19 мм). ХК54 получава наименование МП5 поради претърпяната модификация с цел да се използва за нуждите на полицията и граничните сили на ФРГ.

### Конструкция
Конструктивно картечният пистолет МР5 е умалено копие на G3. Той има щампована от стомана цевна кутия с демонтиращ се модулен ударно-спусков механизъм и полусвободен затвор, с цилиндрично-ролкова затворна система, разгледана по-подробно при пистолета H&K P9. Освен надеждно заключване този затвор удържа темпа на стрелбата в разумни граници – 650 изстр/мин. Съвременните ударно-спускови механизми се произвеждат от пластмасови материали заедно с ръкохватката и спусковата скоба. Съществуват три основни варианта на означаване на позицията на лоста на предпазителя и превключвателя на стрелбата (обикновено в бяло за предпазител и в червено за всички видове стрелба):
1) SEF – оригинална немска маркировка, получила световно разпространение, използвана от 1960-те г. насам. S идва от немското Sicher (Safe, англ.) – на предпазител, Е – Einzelfeuer (полуавтоматична) – самозарядна единична стрелба и F – Feuerstoss (пълна автоматична) – автоматична стрелба.
2) пиктограма – чрез рисунки, появил се от ранните 1980 г., за широко международно разпространение: един задраскан куршум в правоъгълниче – на предпазител, един куршум в правоъгълниче – единична стрелба, два или три куршума в правоъгълниче – стрелба на редове по 2 или 3 изстрела при всяко натискане на спусъка и седем куршума в правоъгълниче с една отворена страна отпред – автоматична стрелба до отпускане на спусъка или до изчерпване на патроните в пълнителя.
3) цифров – (подобно на SEF, широко разпространен в Щатите): S – (Sicher, Safe) – на предпазител, E – (Einzelfeuer) – полуавтоматична единична стрелба, 3F – (Drei-Schuss-Feuerstoss) – ред от три изстрела и F – (Unbergenzter-Feuerstoss) – неограничена автоматична стрелба
Подменянето на части на МП5 става бързо и лесно, поради това че не е необходимо оръжието да се разглобява напълно. Прикладът е сменяем с няколко варианта – несгъваеми от пластмаса, сгъваеми от стомана с гумен накрайник и др. Стационарните прицелни приспособления на съвременните модели се състоят от закрита мушка и барабанен мерник с диоптрични линии за различните дистанции на стрелбата. Има възможност да се постави и допълнително прицелно устройство като нощен и лазерен прицел.

### Модификации
Автоматът се произвежда успешно в няколко варианта:
- Основният МР5 е с калибър 9х19 мм, SEF-УСМ във варианти А2 (несгъваем приклад), А3 (сгъваем приклад), А4 (несгъваем приклад и УСМ с 3 изстрела) и А5 (сгъваем приклад и УСМ с 3 изстрела). MP5-N (N от Navi), разработен специално за корабния състав от ВМС на САЩ с 8,85 инчова цев. Цевта му е подготвена за стрелба и със стоманен заглушител, с до- и свръхзвукови боеприпаси. Стандартно е окомплектован с тритиева точка на мушката.
- MP5-SFA2 (SF идва от Single Fire) е като MP5A2, но с УСМ със само две положения – предпазител и единична стрелба. Стандартно е окомплектован с дулен искрогасител. МР5-SFA3 e със сгъваем приклад.
- MP5-PT (PT идва от Plstic Training) е тренировъчна версия на MP5. Предназначен е за стрелба с пластмасови куршуми, произвеждани от немската фирма Dynamit Nobel. Затворната система е опростена, със свободен затвор и не съдържа ролки. Маркиран е със светлосиньо.
- MP5-SD (SD идва от Suppressed) е с калибър 9х19 мм, SEF-УСМ, алуминиев заглушител и е в 6 варианта според приклада и УСМ.
- МР5К (К идва от Kurz – къс) – изработен е през 1978 г. за нуждите на полицията и граничарите. Предназначен е за скрито носене (достатъчно малък е да се скрие под обикновен дреха като яке) и за стрелба от близко разстояние. Той е с по-къса цев от другите модели и няма приклад. Успешно се използва както от антитерористични части, така и от службите за охрана.
- MP5/10 и MP5/40 са варианти за калибър 10 мм Auto и .40 S&W с 8,85-инчова цев. Използват прави двуредови пластмасови пълнители.

### Приет на въоръжение
Някои от страните, в които е приет официално на въоръжение:
- България – за нуждите на Специализирания отряд за борба с тероризма
- Испания – за нуждите на полицейските сили
- Великобритания – за нуждите на полицейските сили
- Германия – за нуждите на полицейските сили
- САЩ – за нуждите на полицията, армията и морската пехота

### Производство
- Германия
- Франция
- Швейцария
- Саудитска Арабия
- Гърция
- Мексико
- Люксембург
- Пакистан
- Турция
- Великобритания
- Иран
- Китай
- Судан